# Női 800 méteres síkfutás a 2013. évi nyári európai ifjúsági olimpiai fesztiválon
A 2013. évi nyári európai ifjúsági olimpiai fesztiválon az atlétikai versenyszámok közül a női 800 méteres síkfutást július 16.-án és július 19.-én rendezték Utrechtben.

## Selejtező
| H   | F | Név                          | Nemzet        | E       | Mj |
| --- | - | ---------------------------- | ------------- | ------- | -- |
| 1.  | 2 | Danaid Prinsen               | Hollandia     | 2:12.90 | Q  |
| 2.  | 2 | Lotte Scheldeman             | Belgium       | 2:13.32 | Q  |
| 3.  | 1 | Chiara Ferdani               | Olaszország   | 2:13.66 | Q  |
| 4.  | 1 | Songul Konak                 | Törökország   | 2:13.71 | Q  |
| 5.  | 1 | Gretchen Louise Shanahan     | Írország      | 2:13.91 | Q  |
| 6.  | 2 | Ekaterina Tolmacheva         | Oroszország   | 2:14.12 | Q  |
| 7.  | 2 | Kaja Strgarsek               | Szlovénia     | 2:14.24 | q  |
| 8.  | 1 | Maria Haugaard Bohl Andersen | Dánia         | 2:16.07 | q  |
| 9.  | 2 | Mariya Starzhynska           | Ukrajna       | 2:16.38 |    |
| 10. | 2 | Simona Petronela Caziuc      | Románia       | 2:16.66 |    |
| 11. | 1 | Klara Kovarikova             | Csehország    | 2:16.81 |    |
| 12. | 2 | Veselina Alinska             | Bulgária      | 2:16.93 |    |
| 13. | 2 | Nikola Stefundová            | Szlovákia     | 2:17.78 |    |
| 14. | 1 | Ellinoora Myotyri            | Finnország    | 2:18.32 |    |
| 15. | 1 | Klaudia Owczarek             | Lengyelország | 2:22.72 |    |

## Döntő
| H     | Név                          | Nemzet      | E       | Mj |
| ----- | ---------------------------- | ----------- | ------- | -- |
| Arany | Gretchen Louise Shanahan     | Írország    | 2:08.75 |    |
| Ezüst | Lotte Scheldeman             | Belgium     | 2:09.15 |    |
| Bronz | Danaid Prinsen               | Hollandia   | 2:09.77 |    |
| 4.    | Ekaterina Tolmacheva         | Oroszország | 2:10.36 |    |
| 5.    | Songul Konak                 | Törökország | 2:11.42 |    |
| 6.    | Maria Haugaard Bohl Andersen | Dánia       | 2:14.28 |    |
| 7.    | Chiara Ferdani               | Olaszország | 2:14.29 |    |
| 8.    | Kaja Strgarsek               | Szlovénia   | 2:17.06 |    |